# Boc Maxima
BoC Maxima е студиен албум в ограничен тираж на Бордс ъф Канада, издаден чрез техния личен лейбъл Music 70 през 1996 г., и е непосредствен предшественик на техните официални публични издания за Skam Records и Warp Records. След като Hi Scores излиза за Skam, много от композициите от този албум са използвани в Music Has The Right To Children. Boc Maxima се излъчва почти изцяло в две радио програми – собственото предаване на Autechre Disengage и по френското радио Helterskelter. Албумът много трудно може да се открие в оригиналния си формат, но музиката от него е лесно достъпна и широко разпространена в различни peer-to-peer мрежи.
Физическите носители (касети и компактдискове) на албума са ограничени до 50 в цял свят, раздадени на приятели и близки.
Някои от композициите, използвани по-късно Music Has The Right To Children, са преработени или преименувани – има разлики в текста на One Very Important Thought, а парчето Boc Maxima е преименувано на Bocuma.

## Опис
1. Wildlife Analysis (1:37)
2. Chinook (4:39)
3. Rodox Video (0:33)
4. Everything You Do Is a Balloon (6:58)
5. Boc Maxima (1:36)
6. Roygbiv (2:23)
7. Nova Scotia Robots (1:21)
8. June 9th (5:15)
9. Niagara (0:51)
10. Skimming Stones (2:06)
11. Sixtyniner (5:07)
12. Red Moss (6:22)
13. Concourse (1:41)
14. Carcan (1:48)
15. Nlogax (5:12)
16. M9 (3:40)
17. Original Nlogax (1:09)
18. Turquoise Hexagon Sun (5:06)
19. Whitewater (6:09)
20. One Very Important Thought (1:05)